# Georg Braun (futbolista)
Georg Braun (22 de febrero de 1907 – 22 de septiembre de 1963) fue un futbolista y entrenador austríaco. Formó parte del famoso Wunderteam austriaco que disputó la Copa Mundial de Fútbol de 1934.

## Carrera
Nacido y criado en Viena, en las cercanías del Prater, Braun jugó 10 años para el equipo local Wiener AC, con quien llegó a la final de la Copa Mitropa de 1931, que perdió ante el rival de la ciudad First Vienna. Posteriormente firmó con el SK Admira Wien, con quien se proclamó campeón de liga. Entre 1935 y 1939 jugó en el Stade Rennais francés.